# Orbitopsellidae
Orbitopsellidae es una familia de foraminíferos bentónicos de la superfamilia Loftusioidea, del suborden Loftusiina y del orden Loftusiida. Su rango cronoestratigráfico abarca desde el Liásico (Jurásico inferior) hasta el Kimmeridgiense (Jurásico superior).

## Discusión
Algunos autores han rebajado este grupo a la categoría de subfamilia, es decir, subfamilia Orbitopsellinae, restringiendo su concepto al eliminar el género Labyrinthina, y lo han incluido en la Familia Mesoendothyridae. Clasificaciones previas incluían Orbitopsellidae en la superfamilia Cyclolinoidea, del suborden Textulariina y del orden Textulariida o del Orden Lituolida.

## Clasificación
Orbitopsellidae incluye a las siguientes subfamilias y géneros:
- Subfamilia Orbitopsellinae
  - Cyclorbitopsella †
  - Orbitammina †
  - Orbitopsella †
- Subfamilia Labyrinthininae
  - Labyrinthina †

Otro género considerado en Orbitopsellidae es:
- Coskinolinopsis † de la subfamilia Orbitopsellinae, aceptado como Orbitopsella